# Kalle Rovanperä
Kalle Rovanperä (Jyväskylä, Finlandia, 1 de octubre de 2000) es un piloto de rally finlandés. Es hijo del expiloto del Campeonato Mundial de Rally Harri Rovanperä, se ganó la atención de la prensa internacional al comenzar a correr a una muy temprana edad.
Rovanperä tiene dos nacionalidades: finlandesa por parte de su padre y letona por parte de su madre. Empezó a competir en el Campeonato Letón de Rally porqué por su edad no le permitían competir en Finlandia. Él fue campeón letón de clase open de 2016 y 2017 y el campeón letón de la clase R2 de 2015.

## Trayectoria

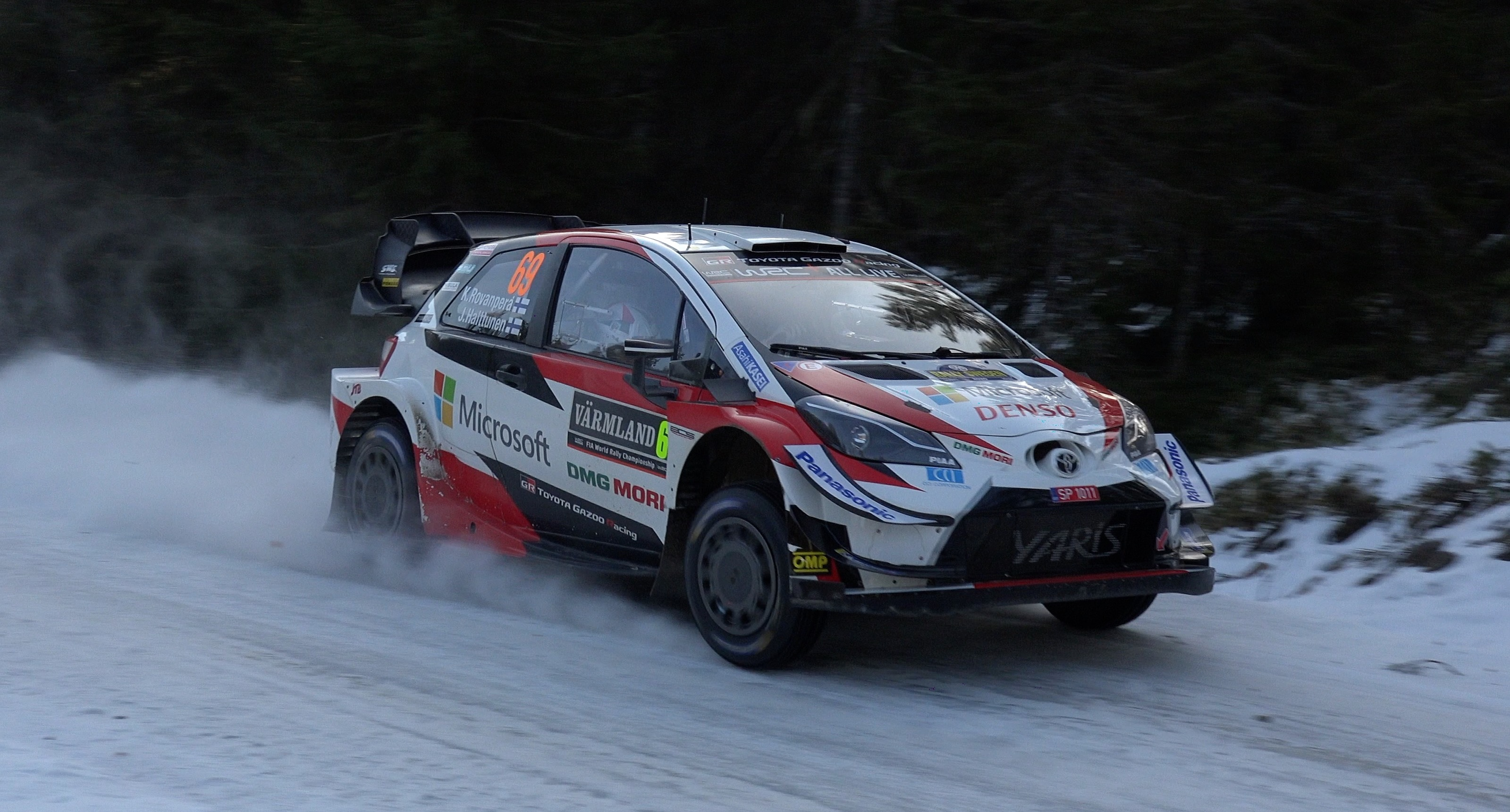
Kalle Rovanperä conduciendo un Toyota durante el rally de Suecia 2020.

### Inicios
En 2015, a los 14 años, Rovanperä compitió en Letonia, donde la licencia de conducir no es un requisito para participar en los rallys. Entre las etapas, su auto era conducido por el copiloto Risto Pietiläinen, quien fue el copiloto de su padre Harri Rovanperä, en el Campeonato Mundial de Rally. El 18 de octubre de 2015, Rovanperä ganó el campeonato de rally de Letonia con su Citroën C2R2 Max en la clase R2.

### 2017
En junio de 2017, la agencia finlandesa de seguridad del transporte Trafi le otorgó a Rovanperä un permiso especial para solicitar una licencia de conducir cuando cumpliera 17 años. La edad normal requerida en Finlandia es de 18 años. El lunes 2 de octubre, un día después de cumplir 17 años, Rovanperä completó con éxito el examen de conducir obligatorio después de haber completado la parte teórica de antemano. Tener una licencia de conducir le permite participar en pruebas del WRC.
Rovanperä participó en su primer rally en el 73. Dayinsure Wales Rally GB en octubre de 2017, conduciendo un M-Sport Ford Fiesta R5 en Gales, así como en el 26. Kennards Hire Rally Australia en noviembre. Ganó el Rally de Australia en WRC2, siendo el único participante en su clase. También terminó décimo en la clasificación general, consiguió un punto y, por lo tanto, se convirtió en el piloto más joven en anotar un punto.

### 2019: WRC-2 Pro
En 2019, Rovanperä piloto con el Škoda Motorsport en la primera y única temporada del WRC-2 Pro, el campeonato creado exclusivamente para los equipos oficiales. En la temporada piloto dos Škoda Fabia diferentes: piloto el Škoda Fabia R5 en los rallyes de Montecarlo, Suecia, Córcega y Chile, y a partir del Rally de Portugal hasta el Rally de Cataluña piloto el nuevo Skoda Fabia R5 Evo.

### 2020-2021: Toyota
En 2020, fichó por el Toyota Gazoo Racing WRT donde formó equipo con Sébastien Ogier y Elfyn Evans, esto marco un hito ya que Kalle Rovanperä con solo 19 años se convirtió en el piloto más joven en pilotar para un equipo de fábrica. En su primera participación con un vehículo World Rally Car, el Toyota Yaris WRC, logra un quinto puesto en el Rally de Montecarlo y luego en Suecia consigue su primer podio mundialista al terminar tercero. Consiguió además su primer scratch al realizar el mejor tiempo en el último tramo, el powerstage, donde además batió a su compañero Ogier, al que le arrebató la tercera plaza, convirtiéndose con 19 años en el piloto más joven en subir al podio en el Campeonato Mundial de Rally. En el Rally de Estonia ganó la segunda especial y se convirtió en el piloto más joven en liderar un rally en la historia del Campeonato Mundial de Rally.
En 2021, Rovanperä demostró un gran ritmo en su segundo año conduciendo el Toyota Yaris WRC, en el Rally de Montecarlo, se mantuvo durante casi todo el rallye en posiciones de podio gracias a su buen ritmo, pero un pinchazo en el comienzo del último día de competición lo relego a la cuarta posición, la cual fue su posición final. En el Rally del Ártico, Rovanperä partía como favorito a la victoria no solo por ser local sino también por haber ganado la edición 2020 del Rally del Ártico, en la prueba fue de los más rápidos, se mantuvo entre los cinco primeros durante todos los tramos, ganando dos, uno de los cuales fue el Power Stage. Finalizó el rallye en la segunda posición y con los puntos sumados del segundo puesto más los puntos del power stage, Rovanperä se puso líder del mundial estableciendo un nuevo hito, el de ser con solo 20 años el líder más joven del Campeonato Mundial de Rally. Al Rally de Croacia llegaba para defender la punta del campeonato, lamentablemente no pudo lograrlo al tener un accidente en el primer tramo del evento y como su automóvil quedó muy dañado su equipo decidió retirarlo del evento.

### Porsche Carrera Cup Benelux
El 9 de febrero de 2024, Kalle Rovanperä anunció su incursión en los circuitos participando en cuatro de las seis rondas de la Porsche Carrera Cup Benelux, utilizando uno de los Porsche 911 GT3 administrados por el equipo belga RedAnt Racing. En marzo tuvieron lugar unos test en el Circuito de Zolder en el cual Rovanperä tuvo sus primeros kilómetros a bordo de su nueva montura, tras los cuales se mostró satisfecho. En su primer fin de semana de carreras en el Circuito de Zandvoort, Rovanperä comenzó desde la cuarta posición en la parrilla en la primera carrera. Gracias a una sólida y consistente actuación, mantuvo esta posición hasta el final, perdiendo el podio por apenas una décima de segundo, logrando además la vuelta rápida de la carrera. Un debut convincente que demostró su adaptabilidad y competitividad incluso en un contexto muy diferente al rally. En la segunda carrera Rovanperä clasificó en la sexta posición en la parrilla, pero problemas en la puesta a punto del coche no le permitieron volver a mostrar lo mismo que el día anterior, aun así pudo terminar un puesto adelante de como clasificó terminando la carrera quinto.
Rovanperä participó en la ronda siguiente celebrada en el Autodromo Enzo e Dino Ferrari de Imola, Italia. En las dos sesiones de entrenamientos libres,  Rovanperä terminó en la segunda posición y en las dos clasificaciones terminó primero, obteniendo el privilegio de largar primero amas carreras. En la primera carrera, Rovanperä hizo valer la pole y pudo hacer una diferencia con el neerlandés Paul Meijer siguiéndolo, en la cuarta vuelta Meijer lo supero y no pudo hacer nada para contrarrestar el ritmo del neerlandés, terminando la carrera segundo. En la segunda carrera, Rovanperä volvió a escaparse en cabeza, pero a las pocas vueltas fue notificado de que se le sanciono con 5 segundos por adelantarse en la salida, eso no le impidió bajar el ritmo y para la penúltima vuelta consiguió sacar más de 5 segundos al segundo, al aplicarse la sanción ganó por seis décimas de margen y de esta forma Rovanperä se hizo con su primera victoria en el certamen.
La tercera ronda de su programa en la Porsche Carrera Cup Benelux fue en el Red Bull Ring, en Austria. En las sesiones de prácticas libres del viernes, Rovanperä se enfrentó a unas difíciles condiciones de lluvia en las cuales mostró un gran nivel, en la primera sesión de práctica del viernes, Rovanperä se colocó séptimo, siguiendo al piloto holandés Sam Jongejan. En la segunda práctica, Rovanperä mejoró su posición, estableciendo el quinto tiempo más rápido, con una diferencia de 0,456 segundos con respecto a la vuelta más rápida establecida por el holandés Niels Langeveld. La clasificación a diferencia de la prácticas libres se celebró sobre seco, en estas condiciones Rovanperä brillo, logró la segunda posición para la primera carrera del fin de semana y la cuarta para la segunda carrera. Rovanperä comenzó la primera carrera desde el segundo lugar de la parrilla. El astro finlandés tuvo un comienzo brillante e inmediatamente supero al belga Benjamin Paque en la primera curva y tomó la delantera. La carrera se llevó a cabo en condiciones meteorológicas terribles: con lluvia y una temperatura que rondaba alrededor los siete grados centígrados. Sin embargo, Rovanperä logró dominar las difíciles condiciones magníficamente. En el liderato, pudo controlar la situación y extender constantemente su brecha sobre el resto de pilotos de la parrilla. Rovanperä se había arreglado para construir una ventaja de unos segundos sobre Niels Langeveld en el segundo lugar cuando la carrera estaba a mitad de la distancia. En ese momento, se desplegó un coche de seguridad, ya que dos coches se habían salido de la vía en la misma curva empapada por la lluvia. La parrilla se puso detrás del coche de seguridad durante un par de vueltas antes de que las banderas rojas fueran desplegadas, lo que llevó al coche de seguridad a llevar a los competidores de vuelta al pit lane para esperar una posible reanudación. Después de varios minutos, control de la carrera finalmente decidió dar por finalizada la carrera, significando la victoria para Rovanperä. En la segunda carrera, Rovanperä largo cuarto y rápidamente escalo hasta la segunda posición. Mientras estaba en el segundo lugar, Rovanperä intentó superar al líder de la carrera, Dirk Schouten, pero su coche tuvo un contacto leve con el parachoques trasero de Schouten, causando que Rovanperä se saliera de pista. Rovanperä cayó a la parte trasera de la parrilla con una desventaja significativa. Sin embargo, Rovanperä no se rindió y comenzó una feroz carga hacia las posiciones delanteras. Finalmente, Rovanperä cruzó la línea de meta en el sexto lugar.
En la última ronda de la Porsche Carrera Cup Benelux celebrada en el Circuito de Zolder, Rovanperä terminó en la tercera posición solo superado por el belga Kobe Pauwels y el neerlandés Sacha Norden en la primera práctica libre del viernes, mientras que en la segunda práctica terminó en la primera posición. En la sesión de clasificación del sábado, Rovanperä encontró un buen ritmo y aseguró la primera línea de salida para las dos carreras del fin de semana. Al final de la clasificación, Rovanperä se colocó inicialmente segundo en las hojas de tiempo. Sin embargo, el piloto finlandés fue ascendido a la pole cuando al lituano Domas Raudonis le quitaron su tiempo al exceder los límites de pista. La parrilla de salida para la carrera del domingo fue determinada por la segunda vuelta más rápida de cada piloto en la clasificación, donde Rovanperä se aseguró el segundo lugar detrás de Sacha Norden. En la primera carrera del fin de semana, Rovanperä tuvo un error en la salida, permitiendo que Paul Meijer y Sacha Norden, que comenzaron detrás de él, lo adelantaran. Rovanperä intentó adelantar a Norden durante la primera vuelta, pero no pudo adelantar al piloto neerlandés. Más tarde, se reveló que Rovanperä había tenido una salida en falso, resultando en una penalización de cinco segundos. Meijer, Norden y Rovanperä corrieron juntos como un trío hasta la línea de meta. Habían acumulado tal brecha con el resto del campo que Rovanperä fue capaz de mantener en el tercer lugar, a pesar de su penalización. En la segunda carrera, a pesar de largar segundo, Rovanperä rápidamente se coloco primero. En la segunda vuelta, se desplegó un coche de seguridad por el accidente de Sacha Norden, reuniendo de nuevo a todos los coches. Rovanperä ya había construido una pista de un segundo antes de que saliera el coche de seguridad. Después de más de diez minutos de seguir al coche de seguridad, la carrera se reanudó. Rovanperä mantuvo su ventaja y finalmente ganó por más de tres segundos.

### Porsche Carrera Cup Italia
El 30 de septiembre de 2024, pocas horas después de su victoria en el Rally de Chile, Rovanperä anuncio a través de sus redes sociales su participación en la última fecha de la Porsche Carrera Cup Italia a celebrarse en el Autodromo Nazionale di Monza con el equipo Prima Ghinzani Motorsport. En la práctica libre del viernes, Rovanperä logró el duodécimo mejor tiempo, pero su rendimiento el sábado por la mañana fue malo, clasificó en la vigesimosegunda posición para la primera carrera del fin de semana y en la decimoquinta para la segunda carrera.
En la primera carrera, después de la salida, Rovanperä mantuvo su posición y logró evitar choques con sus competidores. No todo el mundo tuvo tanta suerte, ya que un coche de seguridad salió en la primera vuelta debido a incidentes en la pista. Una vez que la carrera se reanudó, Rovanperä empujó. El piloto finlandés ejecutó varios adelantamientos y no tardo en llamar a la puerta del top ten. A falta de unos nueve minutos para el final, el coche de seguridad salió de nuevo, amontonando la parrilla. Después de que el coche de seguridad se fue de la pista, Rovanperä ganó dos lugares más, terminando finalmente en la sexta posición.
Rovanperä comenzó la segunda carrera con cautela, evitando colisiones en la famosa primera curva del Autodromo Nazionale di Monza, donde muchos pilotos se enfrentaron a problemas. Obtuvo cuatro posiciones en la primera vuelta y estuvo en el séptimo lugar después de los primeros diez minutos de carrera. Rovanperä se mantuvo en esa posición durante un tiempo considerable, y aunque conducía en el ritmo del grupo cabecero no pudo cerrar más las brechas. Después de cometer un pequeño error hacia el final, cayó al octavo puesto por detrás del piloto alemán Lirim Zendeli.

## Palmarés

### Títulos
| Año  | Título                   | Automóvil              |
| ---- | ------------------------ | ---------------------- |
| 2019 | Campeón del WRC-2 Pro    | Skoda Fabia R5 Evo     |
| 2022 | Campeón Mundial de Rally | Toyota GR Yaris Rally1 |
| 2023 | Campeón Mundial de Rally | Toyota GR Yaris Rally1 |

### Victorias

#### Victorias en el WRC
| #  | Rally                                      | Temp. | Copiloto        | Auto                   |
| -- | ------------------------------------------ | ----- | --------------- | ---------------------- |
| 1  | 11. Rally Estonia                          | 2021  | Jonne Halttunen | Toyota Yaris WRC       |
| 2  | 65. EKO Acropolis Rally of Gods            | 2021  | Jonne Halttunen | Toyota Yaris WRC       |
| 3  | 69th Rally Sweden                          | 2022  | Jonne Halttunen | Toyota GR Yaris Rally1 |
| 4  | 46. Croatia Rally                          | 2022  | Jonne Halttunen | Toyota GR Yaris Rally1 |
| 5  | 55.º Vodafone Rally de Portugal            | 2022  | Jonne Halttunen | Toyota GR Yaris Rally1 |
| 6  | 70th Safari Rally Kenya                    | 2022  | Jonne Halttunen | Toyota GR Yaris Rally1 |
| 7  | 12. WRC Rally Estonia                      | 2022  | Jonne Halttunen | Toyota GR Yaris Rally1 |
| 8  | 45th Repco Rally New Zealand               | 2022  | Jonne Halttunen | Toyota GR Yaris Rally1 |
| 9  | 56.º Vodafone Rally de Portugal            | 2023  | Jonne Halttunen | Toyota GR Yaris Rally1 |
| 10 | 13. WRC Rally Estonia                      | 2023  | Jonne Halttunen | Toyota GR Yaris Rally1 |
| 11 | 67. EKO Acropolis Rally Greece             | 2023  | Jonne Halttunen | Toyota GR Yaris Rally1 |
| 12 | 72nd Safari Rally Kenya                    | 2024  | Jonne Halttunen | Toyota GR Yaris Rally1 |
| 13 | 80. Orlen Rally Poland                     | 2024  | Jonne Halttunen | Toyota GR Yaris Rally1 |
| 14 | 1.º Tet Rally Latvia                       | 2024  | Jonne Halttunen | Toyota GR Yaris Rally1 |
| 15 | 3. Rally Chile BIOBÍO                      | 2024  | Jonne Halttunen | Toyota GR Yaris Rally1 |
| 16 | 49.º Rally Islas Canarias - Rally of Spain | 2025  | Jonne Halttunen | Toyota GR Yaris Rally1 |

#### Victorias en el WRC-2 Pro
| # | Rally                            | Temp. | Copiloto        | Auto               |
| - | -------------------------------- | ----- | --------------- | ------------------ |
| 1 | 1º Copec Rally Chile             | 2019  | Jonne Halttunen | Škoda Fabia R5     |
| 2 | 53.er Vodafone Rally de Portugal | 2019  | Jonne Halttunen | Škoda Fabia R5 Evo |
| 3 | 16.º Rally d'Italia Sardegna     | 2019  | Jonne Halttunen | Škoda Fabia R5 Evo |
| 4 | 69. Neste Rally Finland          | 2019  | Jonne Halttunen | Škoda Fabia R5 Evo |
| 5 | 75. Dayinsure Wales Rally GB     | 2019  | Jonne Halttunen | Škoda Fabia R5 Evo |

#### Victorias en el WRC-2
| # | Rally                                   | Temp. | Copiloto        | Auto           |
| - | --------------------------------------- | ----- | --------------- | -------------- |
| 1 | 26. Kennards Hire Rally Australia       | 2017  | Jonne Halttunen | Ford Fiesta R5 |
| 2 | 74. Dayinsure Wales Rally GB            | 2018  | Jonne Halttunen | Škoda Fabia R5 |
| 3 | 54. RallyRACC Catalunya - Costa Daurada | 2018  | Jonne Halttunen | Škoda Fabia R5 |

## Estadísticas

### Resultados en el Campeonato Mundial de Rally
| Año  | Equipo                  | Coche                  | 1      | 2      | 3       | 4       | 5       | 6       | 7      | 8      | 9       | 10     | 11     | 12     | 13     | 14    | Pos. | Puntos |
| ---- | ----------------------- | ---------------------- | ------ | ------ | ------- | ------- | ------- | ------- | ------ | ------ | ------- | ------ | ------ | ------ | ------ | ----- | ---- | ------ |
| 2017 | Kalle Rovanperä         | Ford Fiesta R5         | MON    | SWE    | MEX     | FRA     | ARG     | POR     | ITA    | POL    | FIN     | GER    | ESP    | GBR 35 | AUS 10 |       | 25.º | 1      |
| 2018 | Kalle Rovanperä         | Škoda Fabia R5         | MON 11 | SWE    |         |         |         |         |        |        |         |        |        |        |        |       | 22.º | 3      |
| 2018 | Škoda Motorsport        | Škoda Fabia R5         |        |        | MEX 15  | FRA     | ARG Ret | POR     | ITA    | FIN 14 |         | TUR    |        |        | AUS    |       | 22.º | 3      |
| 2018 | Škoda Motorsport II     | Škoda Fabia R5         |        |        |         |         |         |         |        |        | GER 10  |        | GBR 9  | ESP 12 |        |       | 22.º | 3      |
| 2019 | Škoda Motorsport        | Škoda Fabia R5         | MON 18 | SWE 18 | MEX     | FRA Ret | ARG     | CHL 8   |        |        |         |        |        |        |        |       | 12.º | 18     |
| 2019 | Škoda Motorsport        | Skoda Fabia R5 Evo     |        |        |         |         |         |         | POR 6  | ITA 9  | FIN 9   | GER 16 | TUR 18 | GBR 9  | ESP 12 | AUS C | 12.º | 18     |
| 2020 | Toyota Gazoo Racing WRT | Toyota Yaris WRC       | MON 5  | SWE 3  | MEX 5   | EST 5   | TUR 4   | ITA Ret | MNZ 5  |        |         |        |        |        |        |       | 5.º  | 80     |
| 2021 | Toyota Gazoo Racing WRT | Toyota Yaris WRC       | MON 4  | ART 2  | CRO Ret | POR 22  | ITA 25  | SAF 6   | EST 1  | BEL 3  | GRE 1   | FIN 34 | ESP 5  | MNZ 9  |        |       | 4.º  | 142    |
| 2022 | Toyota Gazoo Racing WRT | Toyota GR Yaris Rally1 | MON 4  | SWE 1  | CRO 1   | POR 1   | ITA 5   | SAF 1   | EST 1  | FIN 2  | BEL 62  | GRE 15 | NZL 1  | ESP 3  | JPN 12 |       | 1.º  | 255    |
| 2023 | Toyota Gazoo Racing WRT | Toyota GR Yaris Rally1 | MON 2  | SWE 4  | MEX 4   | CRO 4   | POR 1   | ITA 3   | SAF 2  | EST 1  | FIN Ret | GRE 1  | CHL 4  | EUR 2  | JPN 3  |       | 1.º  | 250    |
| 2024 | Toyota Gazoo Racing WRT | Toyota GR Yaris Rally1 | MON    | SWE 39 | SAF 1   | CRO     | POR 33  | ITA     | POL 1  | LAT 1  | FIN Ret | GRE    | CHL 1  | EUR    | JPN    |       | 7.º  | 114    |
| 2025 | Toyota Gazoo Racing WRT | Toyota GR Yaris Rally1 | MON 4  | SWE 5  | SAF Ret | ESP 1   | POR 3   | ITA 3   | GRE 26 | EST 4  | FIN     | PAR    | CHL    | EUR    | JPN    | SAU   | 4.º* | 138*   |

- * Temporada en curso.

### Resultados en el WRC-2
| Año  | Equipo              | Coche          | 1   | 2   | 3     | 4   | 5       | 6   | 7   | 8     | 9     | 10  | 11    | 12     | 13    | Pos. | Puntos |
| ---- | ------------------- | -------------- | --- | --- | ----- | --- | ------- | --- | --- | ----- | ----- | --- | ----- | ------ | ----- | ---- | ------ |
| 2017 | Kalle Rovanperä     | Ford Fiesta R5 | MON | SWE | MEX   | FRA | ARG     | POR | ITA | POL   | FIN   | GER | ESP   | GBR 15 | AUS 1 | 15.º | 25     |
| 2018 | Škoda Motorsport    | Škoda Fabia R5 | MON | SWE | MEX 5 | FRA | ARG Ret | POR | ITA | FIN 4 |       | TUR |       |        | AUS   | 3.º  | 90     |
| 2018 | Škoda Motorsport II | Škoda Fabia R5 |     |     |       |     |         |     |     |       | GER 2 |     | GBR 1 | ESP 1  |       | 3.º  | 90     |

### Resultados en el WRC-2 Pro
| Año  | Equipo           | Coche              | 1     | 2     | 3   | 4       | 5   | 6     | 7     | 8     | 9     | 10    | 11    | 12    | 13    | 14    | Pos. | Puntos |
| ---- | ---------------- | ------------------ | ----- | ----- | --- | ------- | --- | ----- | ----- | ----- | ----- | ----- | ----- | ----- | ----- | ----- | ---- | ------ |
| 2019 | Škoda Motorsport | Škoda Fabia R5     | MON 2 | SWE 2 | MEX | FRA Ret | ARG | CHL 1 |       |       |       |       |       |       |       |       | 1.º  | 206    |
| 2019 | Škoda Motorsport | Skoda Fabia R5 Evo |       |       |     |         |     |       | POR 1 | ITA 1 | FIN 1 | GER 3 | TUR 3 | GBR 1 | ESP 3 | AUS C | 1.º  | 206    |

### Resultados en el ERC
| Año  | Equipo          | Coche          | 1   | 2   | 3   | 4   | 5   | 6   | 7   | 8     | Pos. | Puntos |
| ---- | --------------- | -------------- | --- | --- | --- | --- | --- | --- | --- | ----- | ---- | ------ |
| 2017 | Kalle Rovanperä | Ford Fiesta R5 | AZO | ESP | GRE | CYP | POL | CZE | ITA | LAT 2 | 12.º | 30     |

### Resultados en la Porsche Carrera Cup Benelux
| Año  | Equipo        | Coche           | 1   | 2   | 3     | 4     | 5     | 6     | 7   | 8   | 9     | 10    | 11    | 12    | Pos. | Puntos |
| ---- | ------------- | --------------- | --- | --- | ----- | ----- | ----- | ----- | --- | --- | ----- | ----- | ----- | ----- | ---- | ------ |
| 2024 | RedAnt Racing | Porsche 911 GT3 | BEL | BEL | NED 4 | NED 5 | ITA 2 | ITA 1 | NED | NED | AUT 1 | AUT 6 | BEL 3 | BEL 1 | 4.º  | 134.5  |

### Resultados en la Porsche Carrera Cup Italia
| Año  | Equipo                    | Coche                 | 1   | 2   | 3   | 4   | 5   | 6   | 7   | 8   | 9   | 10  | 11    | 12    | Pos. | Puntos |
| ---- | ------------------------- | --------------------- | --- | --- | --- | --- | --- | --- | --- | --- | --- | --- | ----- | ----- | ---- | ------ |
| 2024 | Prima Ghinzani Motorsport | Porsche 911 GT3 (992) | MIS | MIS | IMO | IMO | MUG | MUG | IMO | IMO | VAL | VAL | MON 6 | MON 8 | 19.º | 18     |